# دورلان بابون
وإسمه الكامل دورلان ماوريسيو بابون ريوس (بالإسبانية: Dorlan Mauricio Pabón Ríos)‏ وهو لاعب كرة قدم كولمبي في مركز الهجوم ولد في يوم 24 يناير 1988 في مدينة ميديلين في كولمبيا وهو يلعب حاليا مع نادي ساو باولو في البرازيل كمعار من نادي فالنسيا من إسبانيا، كما سبق له اللعب مع نادي مونتيري في المكسيك، كما لعب مع ريال بتيس في إسبانيا ومع نادي بارما في إيطاليا ومع نادي أتليتيكو ناسيونال في بلده كولومبيا ومع نادي إيفانغادو، ويبلغ طوله 167 سم.

## روابط خارجية
- دورلان بابون على موقع قاعدة بيانات كرة القدم.إي يو (الإنجليزية)
- دورلان بابون على موقع ناشيونال فوتبول تيمز (الإنجليزية)
- دورلان بابون على موقع Soccerway.com (الإنجليزية)
- دورلان بابون على موقع عالم كرة القدم.نت (الإنجليزية)
- دورلان بابون على موقع كووورة
- دورلان بابون على موقع أوليمبيديا (الإنجليزية)
- دورلان بابون على موقع AS.com (الإسبانية)